# 3e régiment de fusiliers gorkhas (armée indienne)
Le 3e régiment de fusiliers gorkhas, souvent appelé le 3rd Gorkha Rifles, ou 3 GR en abréviation est un régiment d'infanterie de Gorkhas de l'armée indienne. Il fut créé en 1815 dans le cadre de l'armée du Bengale de la Compagnie britannique des Indes orientales et transféré plus tard à l'armée indienne britannique après la révolte des cipayes de 1857. À l'indépendance de l'Inde, en 1947, il est transféré, en application de l'accord tripartite signé entre l'Inde, le Népal et la Grande-Bretagne, avec 5 autres régiments, à l'Inde pour intégrer sa nouvelle armée. Il recrute des soldats du Népal et de l'Inde. Avant l'indépendance, le régiment était connu sous le nom de 3rd Queen Alexandra's Own Gurkha Rifles. En 1950, le titre du régiment fut changé en 3e Gorkha Rifles. Depuis 1947, le régiment a participé à un certain nombre de conflits, notamment les guerres de 1947 et de 1971 contre le Pakistan.

## Histoire

### De sa création jusqu'en 1885
Le régiment a été levé pendant la guerre anglo-népalaise par Sir Robert Colquhoun le 24 avril 1815 en tant que bataillon de Kemaoon. Il n'était pas entièrement composé de Gurkhas mais d'hommes de Kumaon et Garhwal. Le régiment adopta le tartan du clan Colquhoun. 
Le régiment fut principalement utilisé pour contrôler la frontière avec le Népal pendant de nombreuses décennies jusqu'au début de la mutinerie indienne en 1857. Le bataillon fut alors activement impliqué dans la répression. Pendant le siège de Delhi, qui dura de mars à septembre 1857, le régiment, qui faisait partie de la troisième colonne du colonel Colin Campbell, prit part à l'assaut de la porte du Cachemire et gagna la décoration "Delhi 1857". La mutinerie fut réprimée en juillet 1858. 
Le régiment, ayant été intégré au sein de l'armée du Bengale, fut brièvement nommé 18e d'infanterie indigène du Bengale en 1861 avant que le régiment ne reçoive sa désignation numérique actuelle lorsqu'il devint le 3e régiment de Gorkhas (le Kumaon). Le régiment participa à une expédition au Bhoutan peu après le changement de nom. 
En 1878, la deuxième guerre d'Afghanistan débuta et le régiment, en tant que membre de la 2e brigade d'infanterie de la Force Kandahar, prit part à la marche pour s'emparer de Kandahar. La force réussit à capturer la ville le 8 janvier 1879, après y avoir éprouvé une grande résistance. L'année suivante, la Force Kandahar entama la marche vers Kaboul, capitale afghane, pour rejoindre les forces du major-général Frederick Roberts afin de consolider leur position dans le pays. Pendant le voyage, près de Ghaziri, la force fut attaquée par un important parti de membres de tribus afghanes à Ahmad Khel le 19 avril 1880. Les combats qui s'ensuivirent furent intenses et l'issue incertaine jusqu'à ce que les forces afghanes soient repoussées par un carré d'infanterie du 3e Gurkha.

### 1885–1914
Le régiment prit part à la troisième guerre birmane du début en 1885 jusqu'à la fin des opérations l'année suivante. En 1887, le 2e Bataillon fut formé, composé entièrement de Garhwalis, mais celui-ci fut séparé du régiment en 1890 pour former le 39e (The Garhwal) Regiment of Bengal Light Infantry. Un nouveau 2e bataillon pour le 3e Gorkhas fut levé la même année et, en 1891, le régiment fut désigné régiment de fusiliers, devenant ainsi le 3e Régiment de fusiliers gorkhas. 
Le 3e Gurkhas participa à plusieurs campagnes dans la région de la frontière du Nord-Ouest. Son 1er Bataillon participa à la prise de Dargai Heights le 20 octobre 1897 pendant la campagne de Tirah. Le bataillon faisait alors partie de la Force Tirah destinée à réprimer une grande révolte tribale des Afridi et des Orakzais, orchestrée par l'Afghanistan. Le 3e Gurkhas participa à l'entrée dans la région de Tirah, rencontrant la résistance des forces tribales avant de continuer pour aider à soulager Fort Lockheart et Fort Gulistan. Après cela, la force marcha sur Dargai pour y prendre les hauteurs au-dessus de Dargai, contrôlées par les forces tribales. 

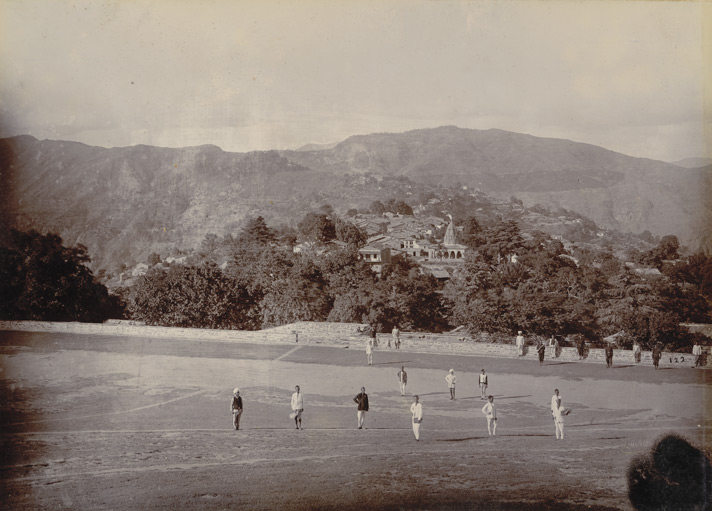
Vue d'Almora, avec des soldats du 3e Gurkha Rifles, 1895.

Les hauteurs furent d'abord prises par la force Tirah le 18 octobre, mais elles reçurent l'ordre de se retirer sous le feu de l'ennemi, permettant aux forces tribales de revenir sur les hauteurs et de renforcer leurs positions. L'opération de reprise des hauteurs commença par un bombardement d'artillerie à 10h00 le 20 octobre. Le régiment prit part à l'assaut initial, positionné au premier rang de l'attaque avec les 2e régiment de Gurkhas du roi Édouard VII et 1st Dorsets. Ils avancèrent méthodiquement, remontant les pentes jusqu'à charger vers l'ennemi, mais subirent de lourdes pertes et restèrent coincés. La bataille fit rage pendant des heures jusqu'à ce que, après que les positions tribales furent soumises à un bombardement d'artillerie, une dernière charge fut menée par le 1er Gordons, suivi par les Gurkhas et le 53e Sikhs. Les défenseurs plièrent sous les assauts et les hauteurs furent prises plus tard dans la journée. 
En 1907, le nom du régiment changea pour devenir 3e Régiment de fusiliers de la Reine en l'honneur d'Alexandra du Danemark, reine consort du roi Édouard VII. L'année suivante, le nom fut de nouveau modifié pour devenir le 3e Régiment de fusiliers de la Reine Alexandra.

### Première Guerre mondiale
En août 1914, la Première Guerre mondiale débuta et les bataillons du régiment furent activement engagés sur le front occidental ainsi qu'au Moyen-Orient. 
En 1916, une erreur d'écriture donna au régiment un 4e bataillon lorsque l'ordre de lever un nouveau bataillon fut rédigé en 4/3e, au lieu de 3/4e (au profit du 4e régiment de Gurkhas du prince de Galles). L'année suivante, un 3e bataillon du 33e Gurkhas est formé. 

#### Front occidental
Le 2e Bataillon, faisant partie de la 20e Brigade (Garhwal) de la 7e Division (Meerut), est envoyé en France quelques mois après la déclaration de guerre en 1914. 
La première grande opération du bataillon fut à La Bassée et commença le 12 octobre dans le cadre d'une période connue sous le nom de « Course à la mer ». Le bataillon fut impliqué dans la défense de Festubert en novembre et de Givenchy en décembre, au cours d'un hiver rigoureux que les Gurkhas n'étaient sans doute pas habitués à subir après la période d'avant-guerre sur le sous-continent indien. 
Le bataillon resta sur le front occidental jusqu'à la fin de 1915. Lors de la bataille de Neuve-Chapelle (10-13 mars), la brigade Garhwal avança avec succès lors de l'offensive initiale et le 2e bataillon prit part à des combats acharnés pendant la bataille. En mai, il participe aux batailles de Festubert et Aubers. En septembre, le bataillon prit part à la bataille de Loos au cours de laquelle le soldat Kulbir Thapa se distingua et reçu la première Victoria Cross de l'unité et la toute première pour un Gurkha. 
La bataille de Loos fut la dernière action du bataillon sur le front occidental et il quitta la 7e division avec le reste de la brigade Garhwal pour l'Égypte en décembre 1915 après que la brigade fut devenue une unité indépendante. 

#### Moyen-Orient
Bataille de Mughar Ridge Novembre 1917 Palestine: 

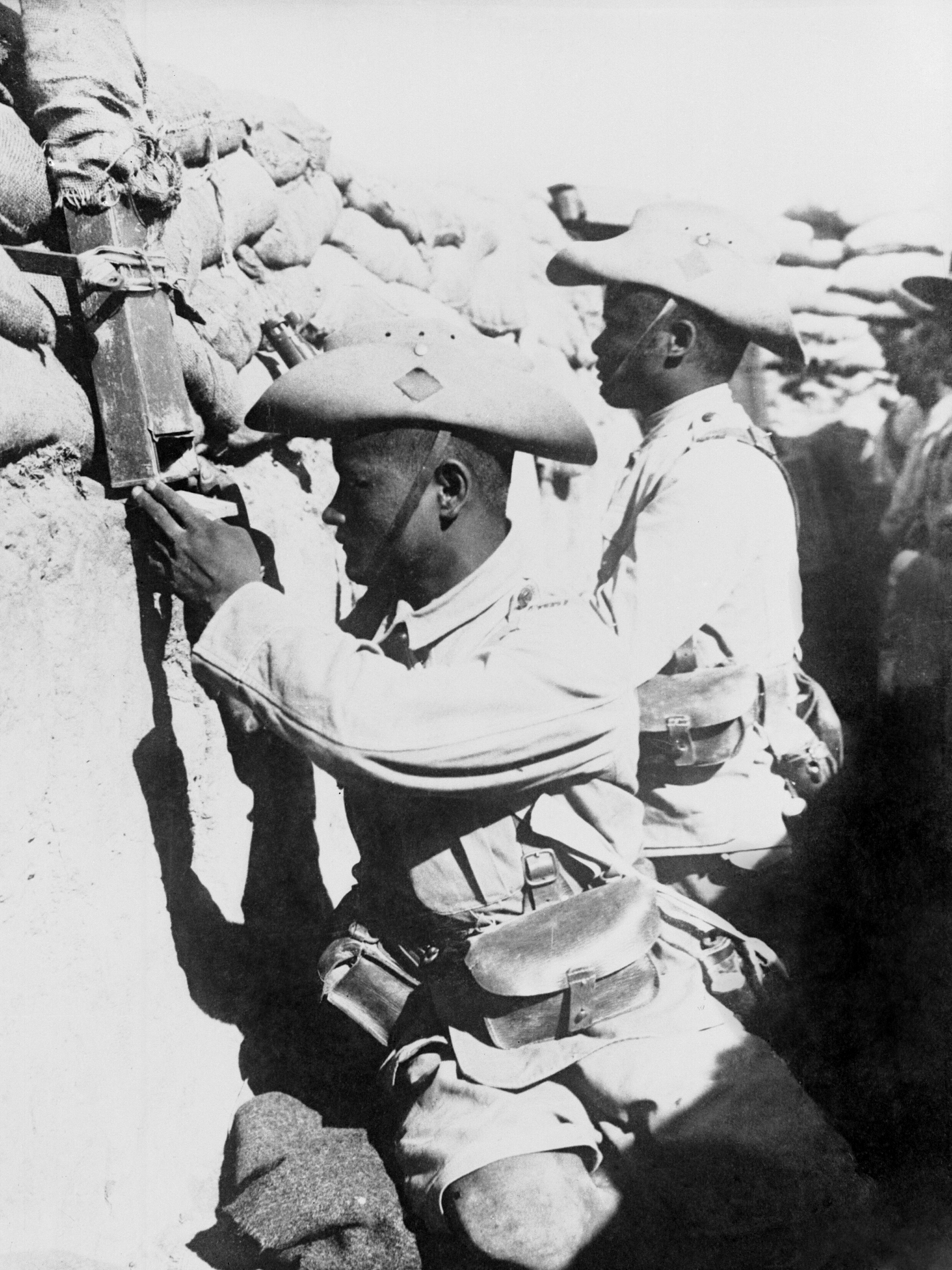
Les fusiliers gorkhas dans les tranchées de première ligne à la bataille de Mughar Ridge, Palestine, novembre 1917

Après son arrivée en Égypte, le 2e Bataillon fut engagé contre l'Empire ottoman et prit part à la campagne de Palestine, la deuxième plus grande campagne de la Première Guerre mondiale par e nombre d'hommes engagés. Il combattit au cours de l'offensive d'automne, participant à sa première action lors de la bataille de Gaza. Il participa à de nombreuses autres actions au cours de la campagne, notamment la capture de Jérusalem en décembre. Le 19 septembre 1918, quelques mois seulement avant la fin de la guerre, l'offensive de Megiddo  débuta et le bataillon fut engagé dans la saisie de Sharon. Pour sa participation à la campagne, le 3e Gurkhas remporta sept décorations et l'inscription «Palestine 1917-18» après la décision dans les années 1920 d'attribuer ces reconnaissance. 
Le 10 avril 1918 à El Kefr en Égypte, Karanbahadur Rana du 2e Bataillon fut le deuxième récipiendaire de la Victoria Cross au sein du régiment après s'être distingué lors d'une opération contre les forces ottomanes. Il fut ainsi le dernier à recevoir cette médaille. 
Pendant ce temps, le 1er bataillon, à partir de 1917, prit part à la campagne mésopotamienne (aujourd'hui l'Irak), ne remportant qu'une seule décoration, au cours de la bataille de Sharqat (28-30 octobre 1918). 

### 1919-1939
La Première Guerre mondiale se termine avec la signature de l'armistice le 11 novembre 1918, mais cela ne laisse aucun répit au régiment. Il a pris part à la troisième guerre afghane en 1919 et a passa une grande partie des années d'entre-deux-guerres à la frontière du Nord-Ouest  et en Birmanie. Les réductions d'effectifs d'après-guerre virent le régiment retrouver ses effectifs d'avant-guerre. Le 3e bataillon fut dissous en 1920 et le 4e bataillon, recruté par erreur, suivi en 1922. 

### Seconde Guerre mondiale
Le régiment fut activement engagé dans la Seconde Guerre mondiale et, comme cela s'était produit pendant la Première Guerre mondiale, il vit ses effectifs augmenter pour faire face à ses missions. Le 3e bataillon fut ressuscité en 1940, suivi du 4e Bataillon en 1941. Pendant le conflit, le régiment combattit sur plusieurs théâtres, dont l'Afrique du Nord, l'Italie et la Birmanie. Au cours de la campagne nord-africaine, le 2e bataillon combattit à Tobrouk, où ils ont été envoyés en renfort au plus fort de la bataille. Il y subit presque immédiatement une défaite en étant débordé par les Allemands, perdant près de deux cents hommes, capturés, bien que beaucoup d'entre eux réussirent à s'échapper plus tard.

### Après l'indépendance
L'Inde accéda à l'indépendance en 1947 et le régiment était l'un des six régiments Gurkha (sur 10) à être transféré à l'armée indienne dans le cadre de l'accord tripartite entre la Grande-Bretagne, l'Inde et le Népal. Le régiment conserva son titre jusqu'en 1950 lorsque l'Inde proclama la République et le régiment est alors devenu le 3rd Gorkha Rifles. Il existe toujours et se compose de cinq bataillons. 
Le régiment a remporté la décoration de 'Pir Kanthi' dans le secteur Uri pendant la guerre de 1948 et de 'Shingo' dans le secteur Kargil pendant la guerre de 1971. Le 1/3 GR a la particularité d'être le premier bataillon de la période post-indépendance à mener des opérations amphibies pendant la guerre indo-pakistanaise de 1971. Le colonel JR Chitnis, commandant le 1/3 GR, reçu la Chakra Ashoka à titre posthume (la plus haute médaille de paix en Inde pour bravoure) au Nagaland en 1956. 
Le 3 décembre 1997, une statue fut dévoilée à Londres en l'honneur des Gurkhas. Une citation de Sir Ralph Turner, un ancien officier du 3e Gurkhas, était inscrite sur le mémorial : "Le plus courageux des braves, le plus généreux des généreux, n'a jamais eu de pays aussi fidèles que vous. " 

## Unités et noms
- 1861 18e d'infanterie indigène du Bengale
- 1961 3rd Gurkha regiment (le Kumaon)
- 1891 3rd Gurkhas Rifles
- 1907 3rd Queen's Own Gurkha Rifles
- 1908 3rd Queen Alexandra's Own Gurkha Rifles
- 1947 3rd Gorkha Rifles

## Coutumes et traditions

### Uniformes
À ses débuts en tant que bataillon de Kemaoon, le régiment portait des uniformes verts avec des parements blancs (noirs après 1828). En tant que 3e Gurkhas en 1861, l'uniforme fut modifié pour le vert des fusiliers avec des manchettes noires. Il était porté avec la casquette Kilmarnock sans pointe ronde, commune à tous les régiments Gurkha. Comme c'était le cas pour tous les régiments de fusils Gurkha, les boutons et les insignes en métal noir devaient rester les caractéristiques des uniformes du 3e GR. La tenue kaki était portée en service actif, avec une tenue de temps chaud à partir de 1878. Le short fut adopté par le 3e GR en 1900, en même temps que le large chapeau à bords mous « Cachemire » se généralisait. Ce dernier avait un "pugri" à bordure verte (large bande kaki) comme distinction régimentaire. Alors que le vert foncé historique cessa d'être porté après la Première Guerre mondiale (sauf dans le cadre des uniformes de mess pour lees officiers et quelques autres catégories limitées), la casquette Kilmanock survécu comme dans la tenue jusqu'aux temps modernes. 

## voir aussi
- 1er régiment de fusiliers gorkhas (armée indienne)
- 4e régiment de fusiliers gorkhas (armée indienne)
- 5e régiment de fusiliers gorkhas (armée indienne)
- 8e régiment de fusiliers gorkhas (armée indienne)
- 9e régiment de fusiliers gorkhas (armée indienne)
- 11e régiment de fusiliers gorkhas (armée indienne)
- Kukhri